# Kirche von Ålesund

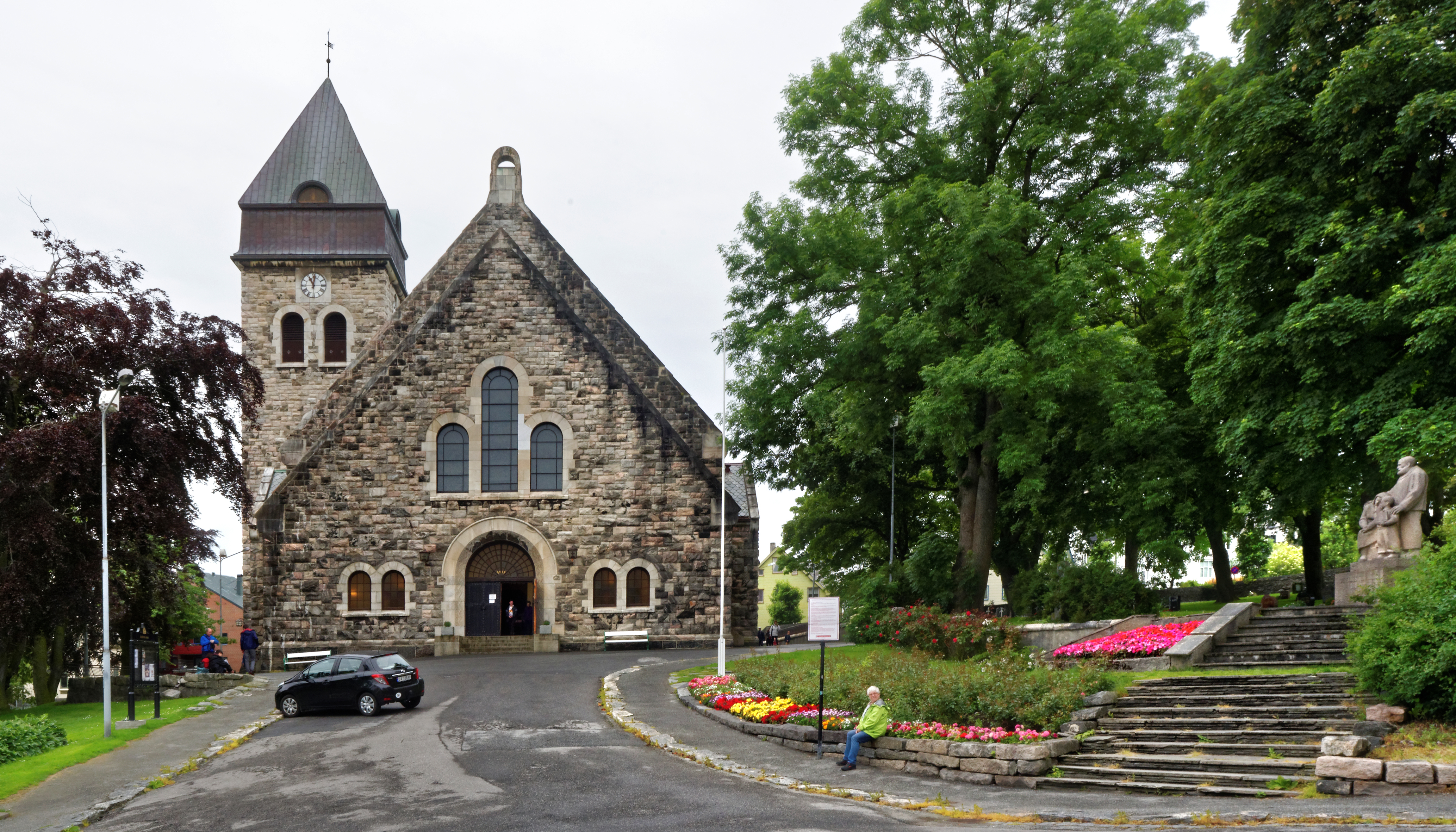
Kirche von Ålesund

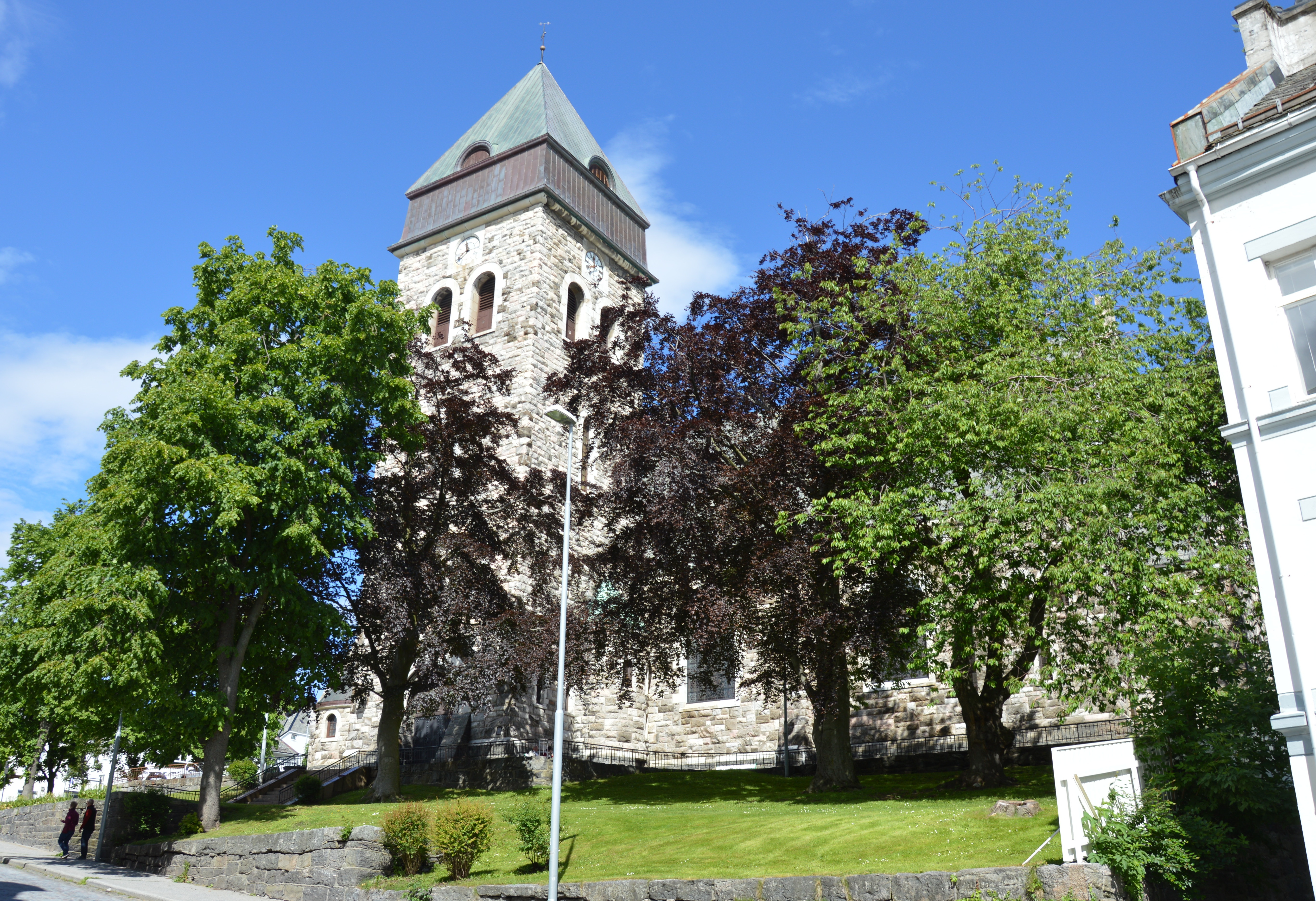
Blick von Südosten

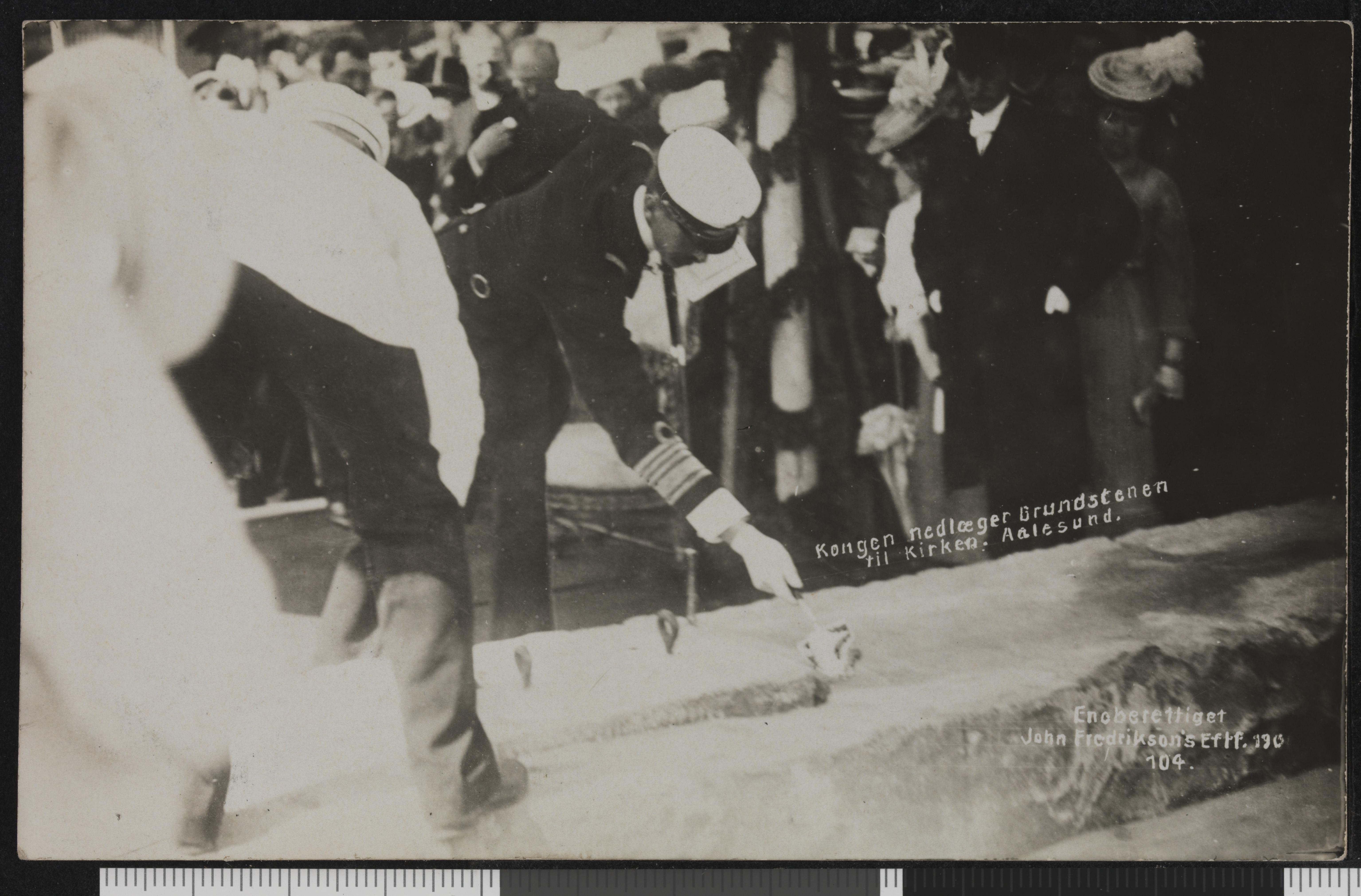
Grundsteinlegung im Jahr 1906 durch König Haakon VII.

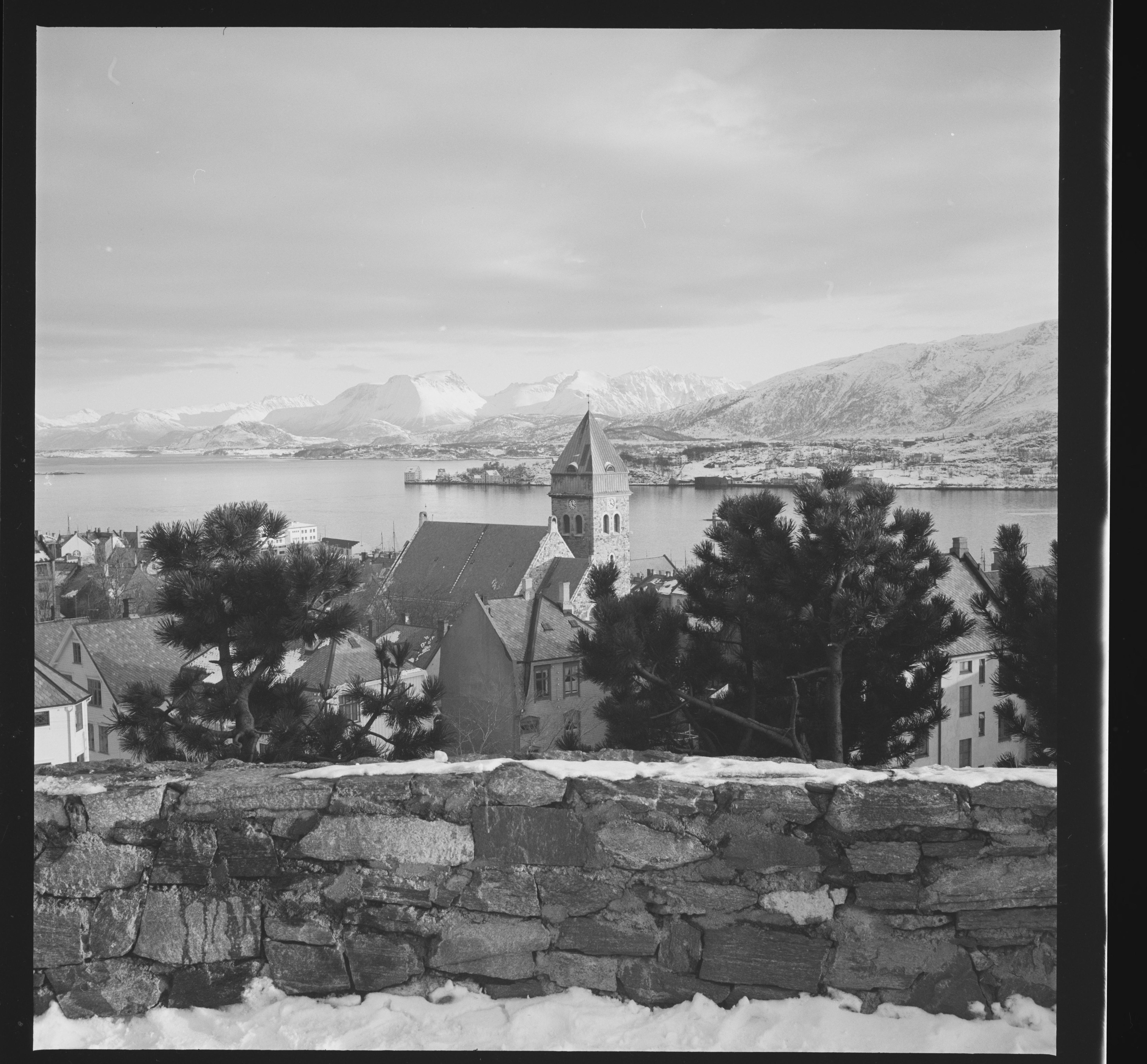
Kirche vor 1957

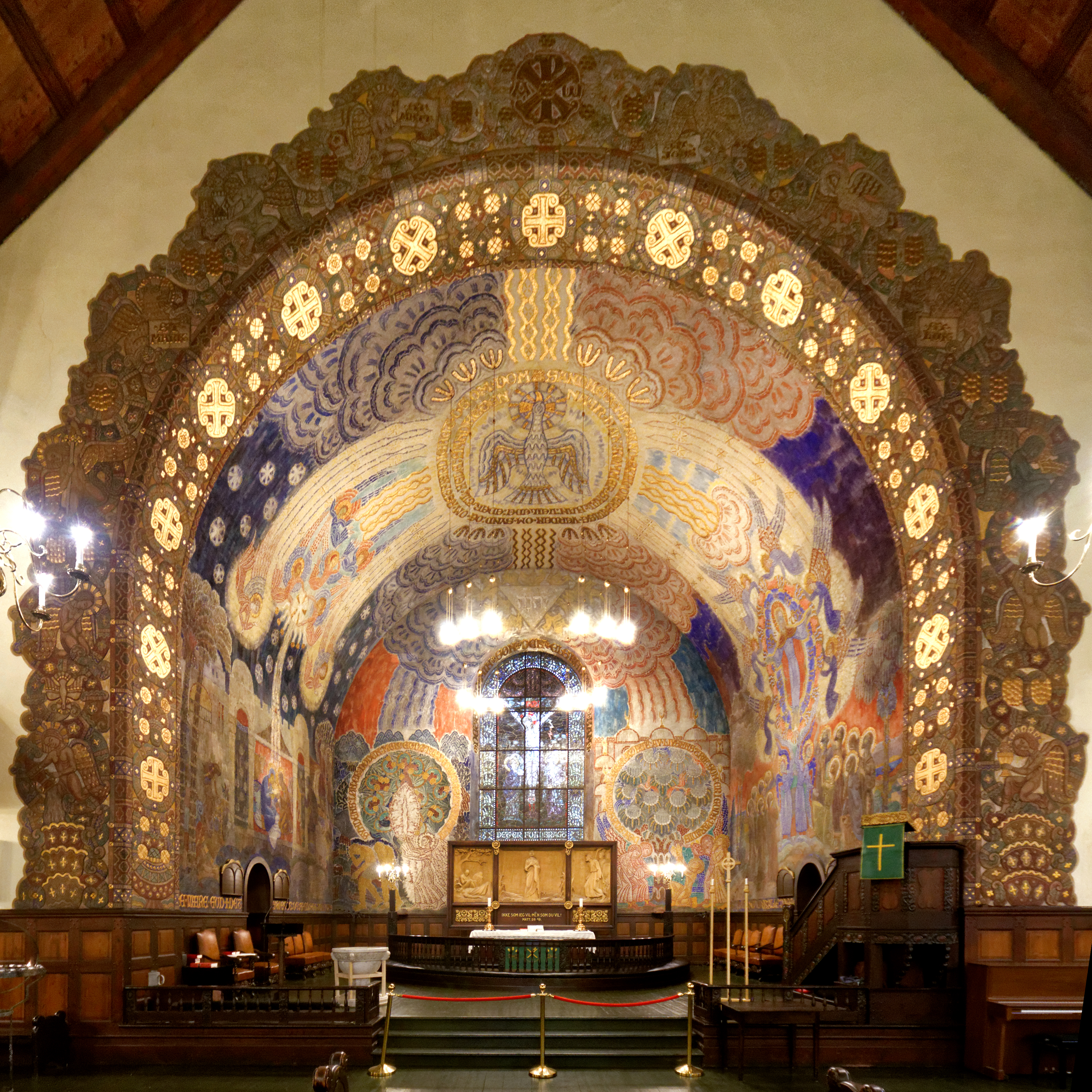
Blick in den Chor

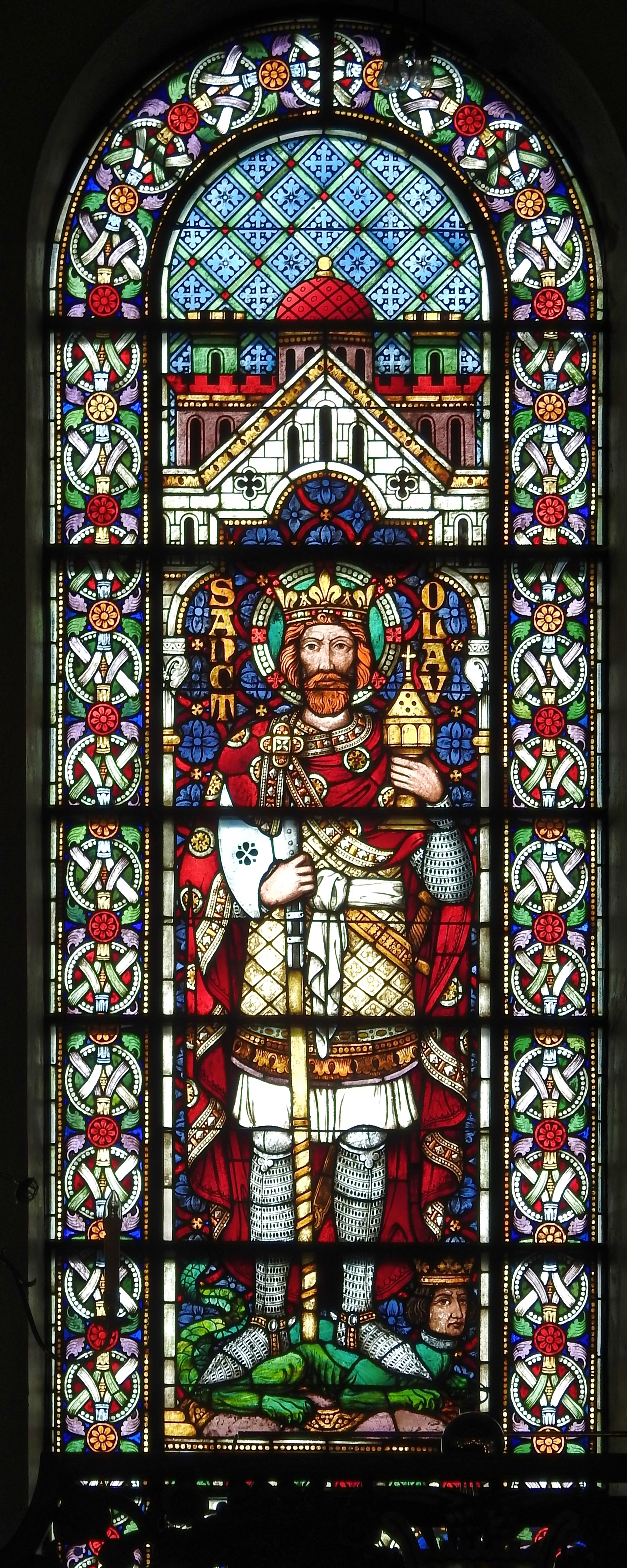
Glasmalerei, Darstellung von Sankt Olav

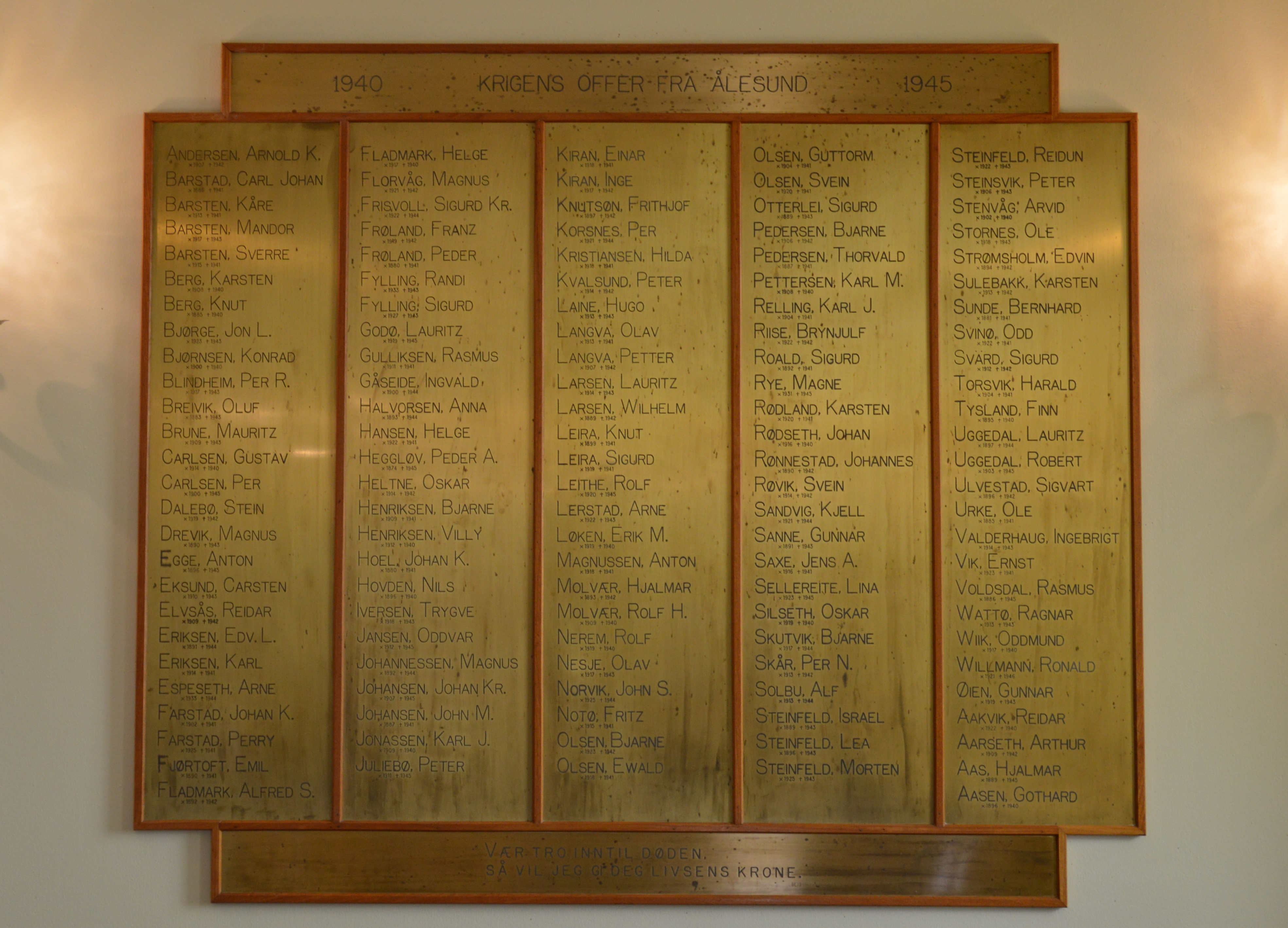
Gedenktafel in der Vorhalle

Die evangelisch-lutherische Kirche von Ålesund ist eine Kirche der Norwegischen Kirche in der Stadt Ålesund. Sie liegt in der Innenstadt von Ålesund an der Aspegata auf der Insel Aspøy.

## Architektur und Geschichte
Eine erste Kirche in Ålesund wurde im Jahr 1855 eingeweiht. Sie brannte jedoch beim Stadtbrand von Ålesund im Jahr 1904 nieder. Die heutige Kirche wurde nach Plänen des aus Biri stammenden Architekten Sverre Knutsen errichtet. Er hatte sich in einem Wettbewerb mit seinem unter dem Motto Ave Maria stehenden Entwurf gegen 62 andere Wettbewerbsbeiträge durchgesetzt. Allerdings wurde der vom Mittelalter und der norwegischen Kirchenbautradition beeinflusste Entwurf noch verändert. Insbesondere die Fenster wurden größer ausgeführt, um dem Innenraum mehr Licht zu geben.
Die Grundsteinlegung erfolgte im Sommer 1906 durch König Haakon VII., die Einweihung folgte im September 1909. Die Kirche wurde im Rundbogenstil mit einer Fassade aus Natursteinen gestaltet. Die verwendeten Steine wurden aus Eide in Nordmøre geliefert. Der Kirchturm befindet sich südwestlich des Kirchenschiffs.
Im Kircheninneren befindet sich ein vom Bildhauer Nicolai Meijdell aus Lindenholz geschnitztes und mit einer Rahmung aus Kiefernholz versehenes Altarbildnis. Das bereits zur Einweihung in der Kirche aufgestellte Bildnis zeigt in der Mitte Jesus im Gebet im Garten von Gethsemane. Seitlich sind zum einen die Jünger und andererseits Judas dargestellt.
Der in der Kirche befindliche Taufstein geht auf einen Entwurf des Architekten der Kirche Knutsen zurück und wurde aus Carrara-Marmor gefertigt. Auch die im Chor befindlichen Kronleuchter gehen auf Entwürfe des Architekten zurück.
Im Chor der Kirche finden sich Fresken. Sie wurden in der Zeit von 1918 bis 1928 von Enevold Thømt geschaffen. Er schuf auch die 1946 eingefügten Glasmalereien in den Fenstern des Kirchenschiffs. Auf der südlichen Seite wird der Fischfang St. Peters und somit zugleich die für die Stadt auch wirtschaftlich bedeutende Fischerei gezeigt. Außerdem sind die Jünger im Sturm dargestellt. An der Nordseite finden sich der barmherzige Samariter, die Hochzeit des Königssohnes sowie die klugen und törichten Jungfrauen.
Die Kirche verfügt darüber hinaus über weitere Glasmalereien. Eine der Malereien an der hinteren Wand zeigt Jesus am Kreuz und die Vertreibung der Menschen aus dem Paradies. Als Gegenstück wird das himmlische Paradies dargestellt, in welchem gerade zwei Menschen ankommen. Das gesamte Bild wird von einem Baum des Lebens eingenommen, der zwölf verschiedene Früchte trägt.
Eine hinter der Orgel befindliche Glasmalerei ist ein Geschenk des deutschen Kaisers Wilhelm II. zur Einweihung der Kirche. In der Malerei ist sowohl der Deutsche Adler als auch der Heilige Olav im Stadtwappen Ålesunds dargestellt. Die Darstellung symbolisiert die Hilfe des Kaisers beim Wiederaufbau der Stadt nach dem Stadtbrand von 1904.
Im Gewölbe des Chors ist die Taube als Symbol für den Heiligen Geist zu sehen. Darüber hinaus wird die Dreieinigkeit symbolisch dargestellt und ist JAHVE als der Name Gottes zu lesen. Umrahmt ist die Darstellung mit Ornamenten und symbolischen Bildern, wobei sich die rechts und links befindlichen Bilder entsprechen: Taufe – Abendmahl, Gebet – Dank, Kampf – Sieg, Markus der Löwe – Lukas der Ochse, Tod – Leben, Matthäussinnbild Mensch – Johannessinnbild Adler. Darüber befindet sich das Monogramm Christi.
Rechts von der Kanzel steht ein 1937 von der Bildhauerin Ambrosia Tønnessen geschaffenes Kruzifix. Es erinnert an den Vater der Künstlerin, den Schiffsführer Abraham Tønnessen. Von der Decke des Kirchenschiffs hängt das Modell des Segelschiffs Thalatta. Es handelt sich um ein Geschenk des Kapitäns Alfred Viken und seiner Frau.
In der Vorhalle befindet sich ein von Oddvar Straume geschaffenes Christusbild. Er stellte auch die Glasmalereien in der Sakristei sowie in allen Türfüllungen zusammen. Die Bilder wurden vom Ålesunder Glasermeister Ellingsen geschaffen. An der Rückwand der Sakristei ist ein von Jonas Peson geschaffenes Bild zu sehen.
Außerdem ist in der Vorhalle eine Gedenktafel an die Opfer Ålesunds während des Zweiten Weltkriegs angebracht. Östlich vor der Kirche befindet sich das an die Gefallenen des Zweiten Weltkriegs erinnernde Denkmal De falne til minne.

## Orgeln

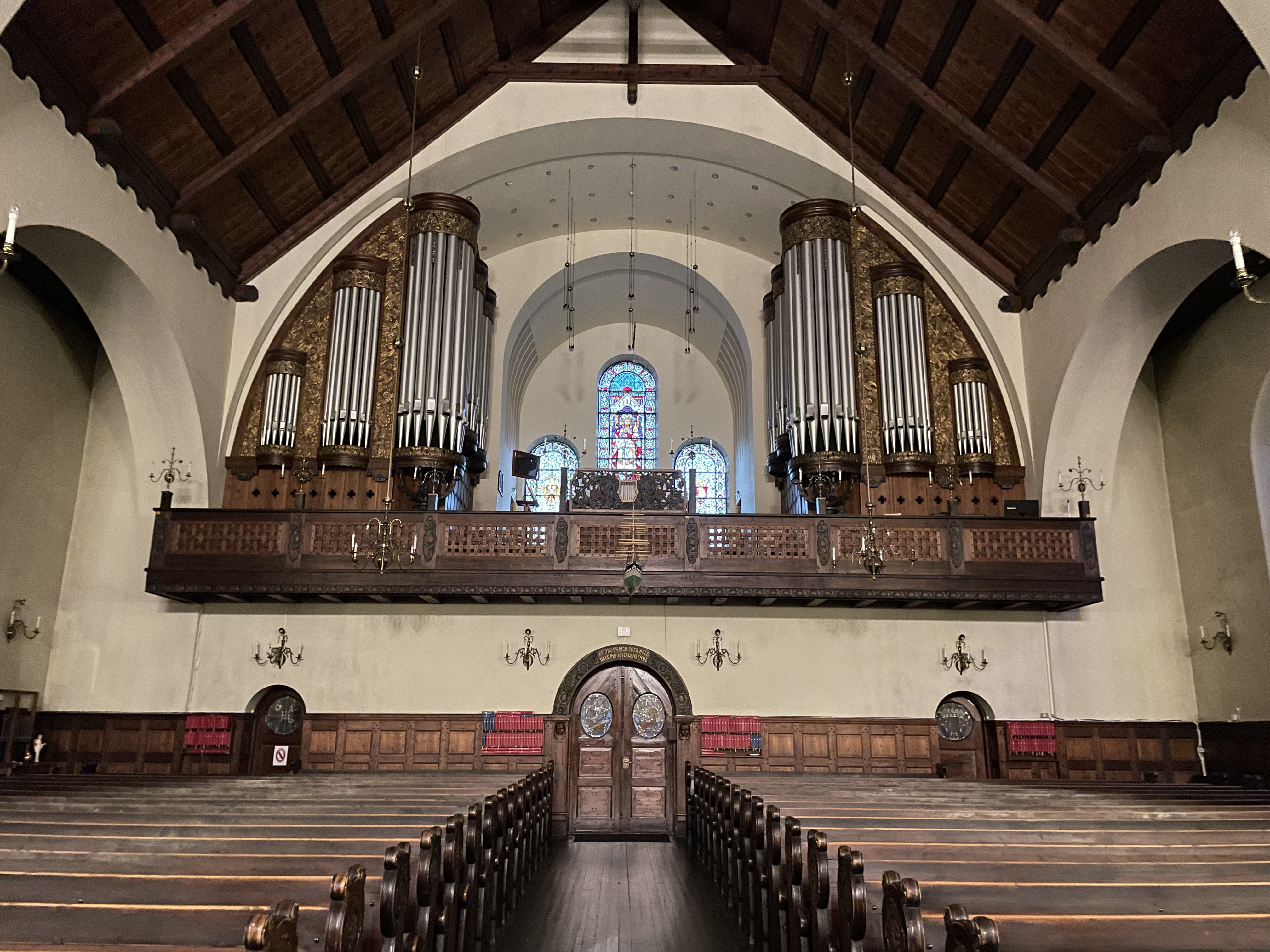
Hauptorgel von Jørgensen (1945/2009)

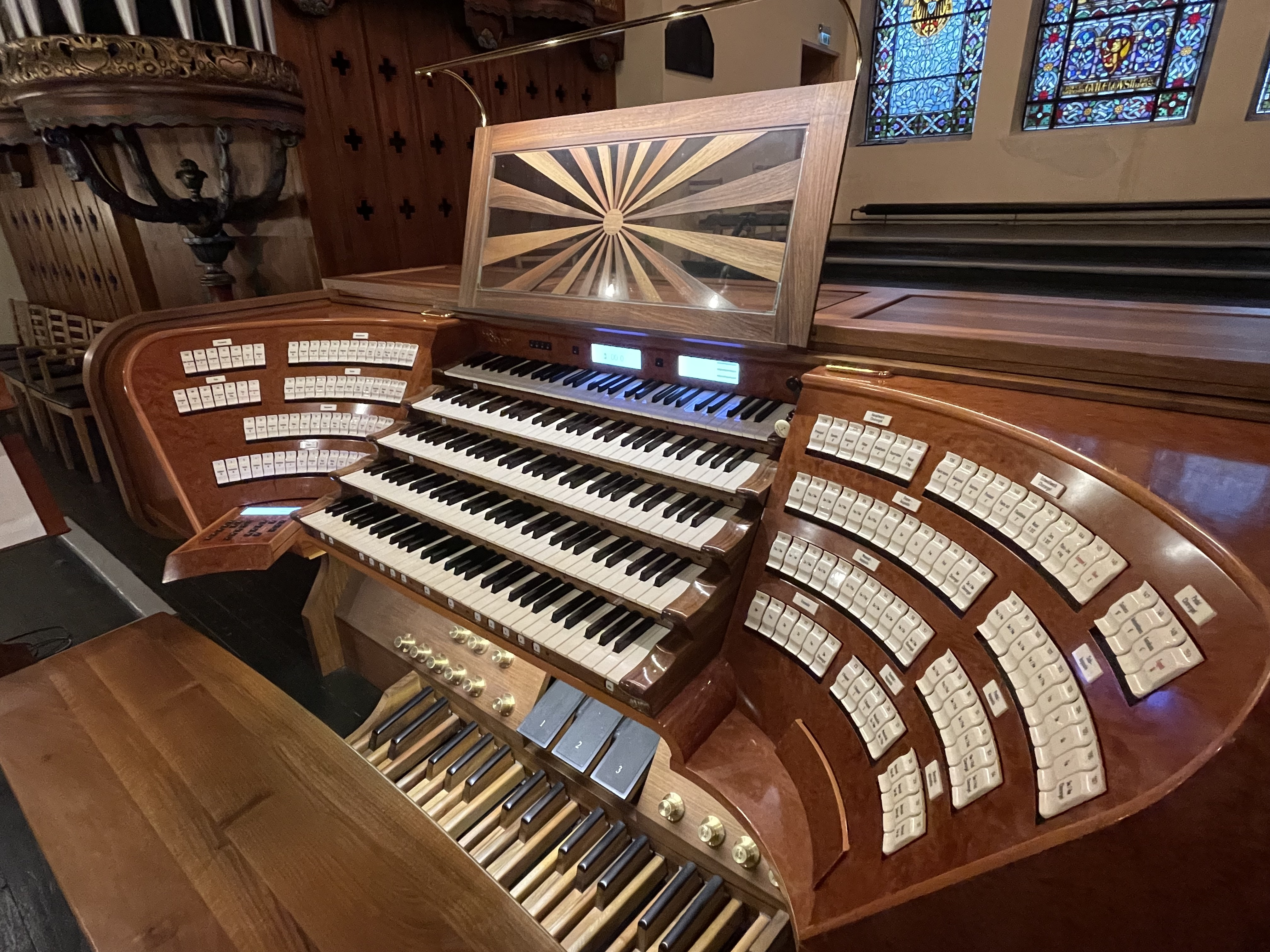
Spieltisch (2009)

Die heutige Orgel der Kirche stammt aus dem Jahr 1945 und wurde von der J. H. Jørgensen Orgelfabrik mit 62 Registern erbaut. Sie war ein Geschenk des Konsuls A. Holm und seiner Frau Gunvor. Das Ehepaar stiftete auch fünf der Glasmalereien im Kirchenschiff und 1946 den dort befindlichen Kronleuchter. 2009 wurde die Orgel vom österreichischen Orgelbauer Rieger restauriert, um einen Subbass 32' und eine neue Chororgel mit 22 Registern auf der linken Seitenempore erweitert und erhielt einen neuen 5-manualigen Spieltisch. Beide Orgeln verfügen nun über insgesamt 83 klingende Register und 8 Transmissionen. Nach der Steinmeyer-Orgel im Nidarosdom in Trondheim ist das Instrument in der Ålesunder Kirche die zweitgrößte Orgel Norwegens. Im Kirchturm befindet sich ein Carillon mit 39 Glocken, das von der Orgel aus gespielt werden kann.

### Hauptorgel (1945/2009)
| I Hauptwerk C–c4 |         |
| Principal        | 16′     |
| Principal        | 08′     |
| Gemshorn         | 08′     |
| Rørfløite        | 08′     |
| Kvint            | 05 1⁄3′ |
| Oktav            | 04′     |
| Fløite           | 04′     |
| Oktav            | 02′     |
| Mixtur IV        |         |
| Cymbel III       |         |
| Fagott           | 16′     |
| Trompete         | 08′     |
| Oboe             | 08′     |
| Schalmey         | 04′     |
| Tremolo          |         |
| Carillon         |         |

| II Positiv (schwellbar) C–c4 |         |
| Bachfløite                   | 08′     |
| Kvintatøn                    | 08′     |
| Unda maris                   | 08′     |
| Principal                    | 04′     |
| Kvint                        | 02 ⁄3′  |
| Schwiegel                    | 02′     |
| Ters                         | 01 3⁄5′ |
| Superkvint                   | 01 ⁄3′  |
| Siffløite                    | 01′     |
| Scharff V                    |         |
| Dulcian                      | 016′    |
| Krummhorn                    | 08′     |
| Tremolo                      |         |

| III Schwellwerk C–c4 |         |
| Bourdon              | 16′     |
| Principal            | 08′     |
| Konserfløite         | 08′     |
| Erzähler             | 08′     |
| Erzähler Celeste     | 08′     |
| Geigenprincipal      | 04′     |
| Spissfløite          | 04′     |
| Nasat                | 02 ⁄3′  |
| Nachthorn            | 02′     |
| Ters                 | 01 3⁄5′ |
| Plein-Jeu V          |         |
| Fagott               | 16′     |
| Oboe                 | 08′     |
| Schalmey             | 04′     |
| Tremolo              |         |

| IV Solo (schwellbar) C–c4 |     |
| Principal                 | 08′ |
| Fløite                    | 08′ |
| Concertflöte              | 08′ |
| Gamba                     | 08′ |
| Gamba Celeste             | 08′ |
| Kornett V                 |     |
| Tuba                      | 08′ |
| Vox-humana                | 08′ |
| Tremolo                   |     |

| V Fernwerk (schwellbar) C–c4 |     |
| Ekko-Bourdon                 | 8′  |
| Angelica-Celeste             | 08′ |
| Fjernfløite                  | 04′ |
| Flageolett                   | 02′ |
| Campa-Nelli V                |     |
| Horn                         | 08′ |
| Tremolo                      |     |

| Pedal C–f1      |         |
| Subbass         | 32′     |
| Kontrabass      | 16′     |
| Violon          | 16′     |
| Subbass         | 16′     |
| Ekkobass        | 16′     |
| Kvint           | 10 2⁄3′ |
| Oktavbass       | 08′     |
| Gedecktbass     | 08′     |
| Cello           | 08′     |
| Koralbass       | 04′     |
| Mixtur IV       |         |
| Posaune         | 16′     |
| Fagott          | 16′     |
| Oboe            | 08′     |
| Schalmey        | 04′     |
| Singend Kornett | 02′     |

| Fernpedal C–f1 |     |
| Violbass       | 16′ |

- Alle Normalkoppeln, Sub- und Superoktavkoppeln für alle Manuale. Absteller 8'-Lage für Manuale II, III, IV und V. Drei Sonderkoppeln, Melodiekoppeln IV-I und III-II. Sostenuto für alle Manuale. Pedalteilung. Register-Crescendo. Drei frei belegbare Schwelltritte. Rieger-Setzersystem.

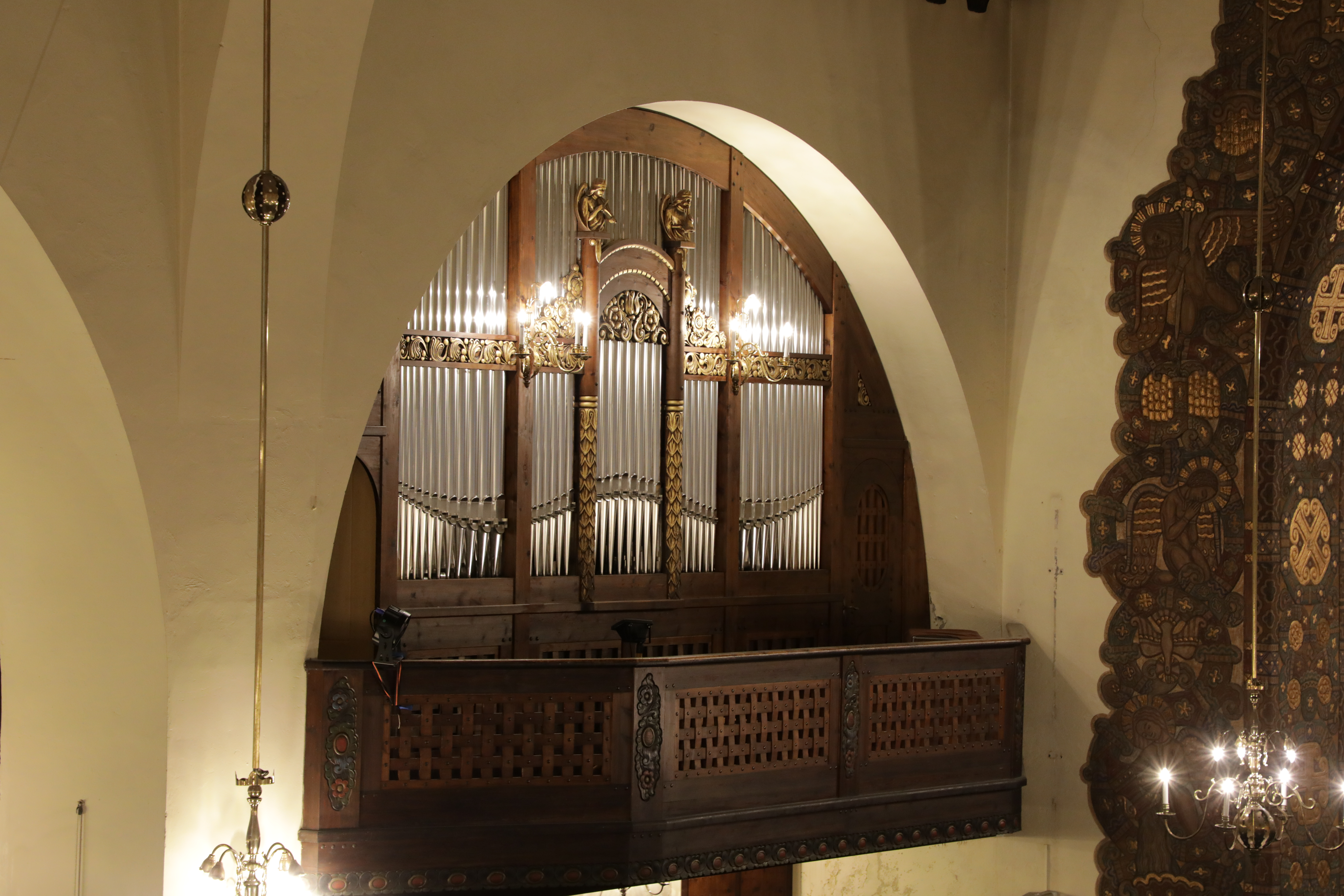
Chororgel (Rieger 2009)

- Chororgel (Rieger 2009)Weitere Koppeln: HW Chororgel und SW/HW Chororgel. Pedalkoppeln: HW/Ped Chororgel und SW/Ped Chororgel. Superoktavkoppeln: HW Chororgel und SW/HW Chororgel. Suboktavkoppel SW/HW Chororgel.

### Chororgel (2009)
| Hauptwerk C–c4 |       |
| Principal      | 08′   |
| Gedeckt        | 08′   |
| Gamba          | 08′   |
| Oktav          | 04′   |
| Blokkfløite    | 04′   |
| Quinte         | 2 ⁄3′ |
| Superoktav     | 02′   |
| Mixtur IV      |       |

| Schwellwerk C–c4   |        |
| Fløite harmonique  | 08′    |
| Bourdon            | 08′    |
| Prestant           | 04′    |
| Fløite octaviante  | 04′    |
| Nasat              | 2 ⁄3′  |
| Flachfløite        | 02'    |
| Ters               | 1 3⁄5′ |
| Plein-Jeu IV       |        |
| Trompet harmonique | 08′    |
| Oboe               | 08′    |
| Tremolo            |        |

| Pedal C–f1  |     |
| Subbass     | 16′ |
| Gedecktbass | 08′ |
| Koralbass   | 04′ |
| Fagott      | 16' |